# اکپینار، بسنی
اکپینار، بسنی (به لاتین: Akpınar, Besni) یک منطقهٔ مسکونی در ترکیه است که در استان آدیامان واقع شده‌است.